# 天主教比得哥什教区
天主教比得哥什教區（拉丁語：Dioecesis Bydgostiensis）是波蘭一個羅馬天主教教區。教座位於比得哥什。屬格涅茲諾總教區。2004年2月24日由教宗若望保祿二世升為教區。
2011年，在當地601,890人口中，有教友589,312人，佔轄區總人口97.9%、149個堂區、348名司鐸、69名修士、151名修女。現任主教為若望·蒂拉瓦。